# Iwan Nikititsch Smirnow

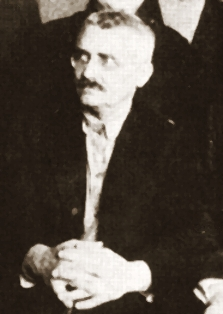
Iwan Smirnow (1927)

Iwan Nikititsch Smirnow (russisch Иван Никитич Смирнов; * 1881 in der Oblast Rjasan; † 25. August 1936 in Moskau) war ein russischer Revolutionär und sowjetischer Politiker.

## Leben
Smirnow schloss sich 1899 der russischen Sozialdemokratie an. Nach der Oktoberrevolution war er Mitglied des Revolutionären Kriegsrates. Im Russischen Bürgerkrieg kämpfte er führend gegen Koltschak. Von 1923 bis 1927 war er Volkskommissar für das Post- und Telegraphenwesen. Smirnow war ein Mitunterzeichner der Erklärung der 46 von 1923 und Gründungsmitglied der Linken Opposition, 1927 wurde er aus der KPdSU ausgeschlossen. 1929 kapitulierte er und wurde wieder aufgenommen. 1931 traf Smirnow sich mit dem Oppositionellen Leo Sedow in Berlin und übergab ihm Material über die Lage in der Sowjetunion. 1932 bemühte er sich um einen Block verschiedener Oppositionsgruppen. Er wurde festgenommen und zu fünf Jahren Haft verurteilt, 1936 jedoch im ersten Moskauer Schauprozess angeklagt und erschossen.